# Clematis stenanthera
Clematis stenanthera är en ranunkelväxtart som beskrevs av Hj. Eichl.. Clematis stenanthera ingår i släktet klematisar, och familjen ranunkelväxter. Inga underarter finns listade i Catalogue of Life.